# Podhorany (Kežmarok)
|  | Per a altres significats, vegeu «Podhorany». |

Podhorany és un poble i municipi d'Eslovàquia. Es troba a la regió de Prešov, al nord del país.

## Història
La primera referència escrita de la vila data del 1235.

## Demografia
| Godina             | 1994 | 2004    | 2014    | 2024    |
| ------------------ | ---- | ------- | ------- | ------- |
| Nombre de persones | 1011 | 1578    | 2621    | 3029    |
| Diferència         |      | +56,08% | +66,09% | +15,56% |

| Godina             | 2023 | 2024   |
| ------------------ | ---- | ------ |
| Nombre de persones | 2937 | 3029   |
| Diferència         |      | +3,13% |